# Racing Lady
Racing Lady (no Brasil, Rainha do Turf) é um filme dos Estados Unidos de 1937, dos gêneros drama e romance, dirigido por Wallace Fox.

## Elenco
- Ann Dvorak ... Ruth Martin
- Smith Ballew ... Steven Wendel
- Harry Carey ... Tom Martin
- Berton Churchill ... Judge
- Frank M. Thomas ... Bradford
- Ray Mayer ... Warbler
- Willie Best ... Brass
- Hattie McDaniel ... Abby
- Harry Jans ... Lewis
- Lew Payton ... Joe
- Harland Tucker[2] ... Gilbert
- Alex Hill ... Johnny